# Kaple svatého Václava (Svojkov)
Kaple svatého Václava je barokní kaple (pojmenována někdy jako barokní kostelík) v obci Svojkov na Českolipsku, náležející pod Římskokatolickou farnost Sloup v Čechách. Kaple je chráněna jako kulturní památka.

## Základní informace

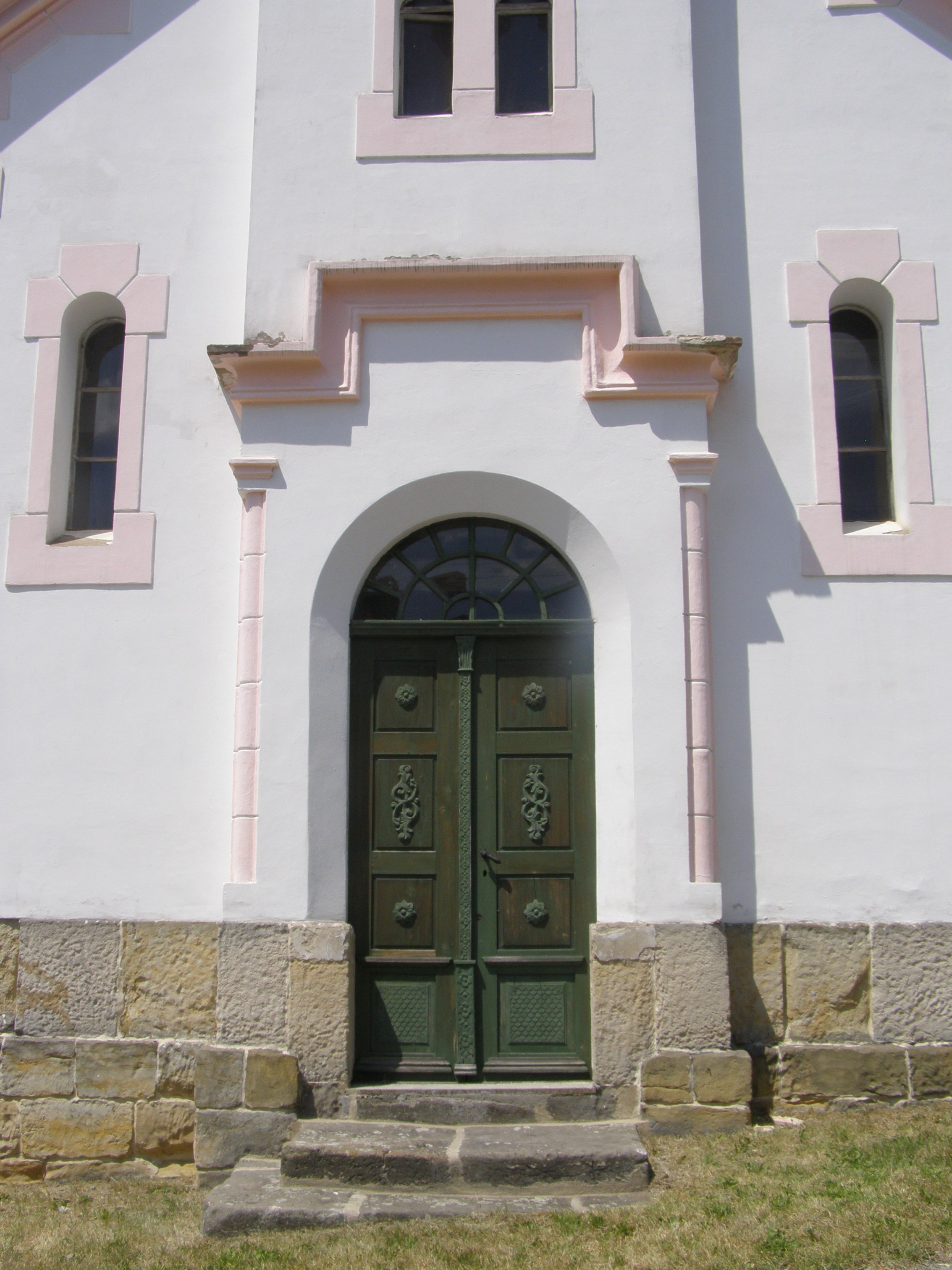
Vstupní část kaple

Kaple byla postavena ve Svojkově (tehdy německy Schwoika) v roce 1726 v barokním slohu a zasvěcena svatému Václavu. V letech 1868 a 1902 byla stavebně upravena, v roce 1902 jí byla přistavěna věž. Kolem roku 2000 byla opětovně zrenovována.
Bohoslužby jsou zde slouženy příležitostně.
V celostátní evidenci kulturních památek je kaple uvedena pod číslem rejstříku ÚSKP 34059/5-3321 s adresou Svojkov u čp. 62. Je uprostřed obce, proti budově obecního úřadu, při silnici II/268 ze Zákup do Sloupu v Čechách.